# Hirmoneura brunnea
Hirmoneura brunnea är en tvåvingeart som beskrevs av Robert W. Lichtwardt 1909. Hirmoneura brunnea ingår i släktet Hirmoneura och familjen Nemestrinidae.
Artens utbredningsområde är Sri Lanka. Inga underarter finns listade i Catalogue of Life.